# Patrick Adlercreutz
Axel Johan Patrick Adlercreutz, född 4 oktober 1871 i Stockholm, död 1 februari 1955, var en svensk diplomat.

## Biografi
Patrick Adlercreutz var son till justitiestatsminister Axel Adlercreutz och grevinnan Hedvig Lewenhaupt. Patrick Adlercreutz tog juris kandidatexamen vid Uppsala universitet 1896, blev ledamot av internationella domstolarna i Egypten 1907-1917, kansliråd och chef för rättsavdelningen i Utrikesdepartementet 1917, tillförordnad kabinettssekreterare 1918, ministerresident 1919, tillförordnad envoyé i Bern 1918 och envoyé där 1921, envoyé i Haag 1922 och var delegerad vid fredskonferensen i Lausanne i december 1922. Adlercreutz var sekreterare vid nordiska ministermötet i Köpenhamn 1918 och representerade Svenska Röda Korset vid generalrådsmöte i Genève 1920 och 1922. Adlercreutz var även Sveriges representant i Nationernas förbunds råd angående frågor om ersättning för Vilnadetachementet 1922.
Adlercreutz blev kammarherre vid kungliga hovstaterna 1910. Han gifte sig 1908 med Elsa Cederborgh (född 1875), dotter till statsagronomen Fredrik Cederborgh och Paulina Grafström.

## Utmärkelser

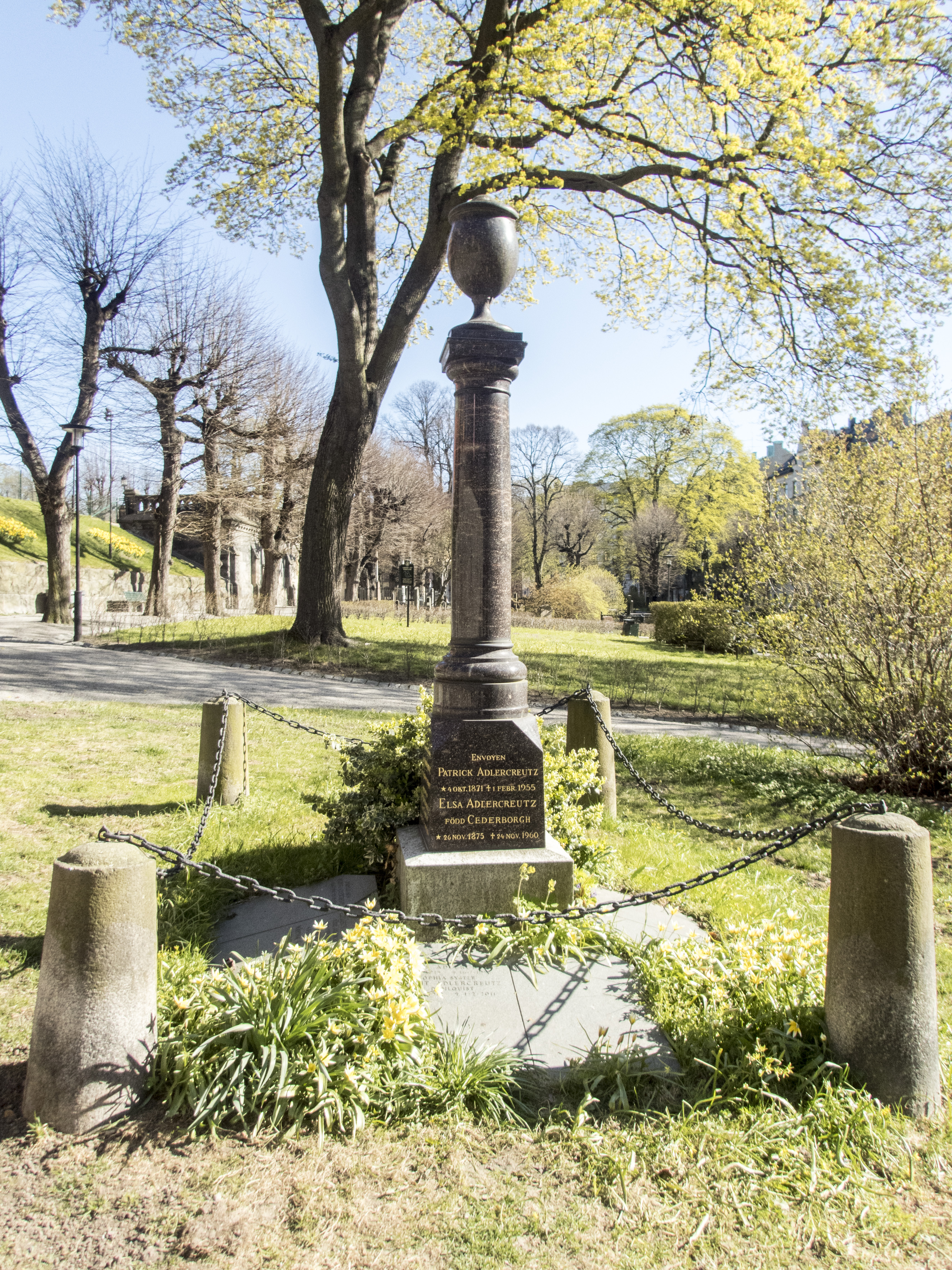
Patrick Adlercreutz gravvård vid Johannes kyrka i Stockholm

### Svenska utmärkelser
- Konung Gustaf V:s jubileumsminnestecken med anledning av 70-årsdagen, 1928.[3]
- Konung Gustaf V:s jubileumsminnestecken med anledning av 90-årsdagen, 1948.[4]
- Kommendör med stora korset av Nordstjärneorden, 6 juni 1930.[5]
- Kommendör av första klassen av Nordstjärneorden, 28 oktober 1920.[6]
- Riddare av Nordstjärneorden, 1912.[7]

### Utländska utmärkelser
- Storkorset av Nederländska Oranienhusorden, tidigast 1923 och senast 1925.[8][9]
- Storkorset av Nederländska Oranien-Nassauorden, 1922.[8][10]
- Kommendör av första graden av Danska Dannebrogorden, 1918.[11][12]
- Andra klassen av Finska Frihetskorsets orden, 1918.[11][12][13]
- Kommendör av första klassen av Norska Sankt Olavs orden, 1918.[11][12]
- Storofficer av Venezuelas Bolivarorden, tidigast 1928 och senast 1930.[14][15]
- Tredje klassen av Egyptiska Nilorden, tidigast 1915 och senast 1918.[2][11]